# Донецккокс
Государственное унитарное предприятие Донецка «Донецккокс» (укр. Донецьккокс) — полностью остановленное государственное коксохимическое предприятие в городе Донецк, Украина. Состоит из трёх бывших самостоятельных коксохимических предприятий — Рутченковского, Донецкого и Смоляниновского, которые в 1970 году были объединены в одно предприятие — Донецкий коксохимический завод имени С. М. Кирова (укр. Донецький коксохімічний завод імені С. М. Кірова).

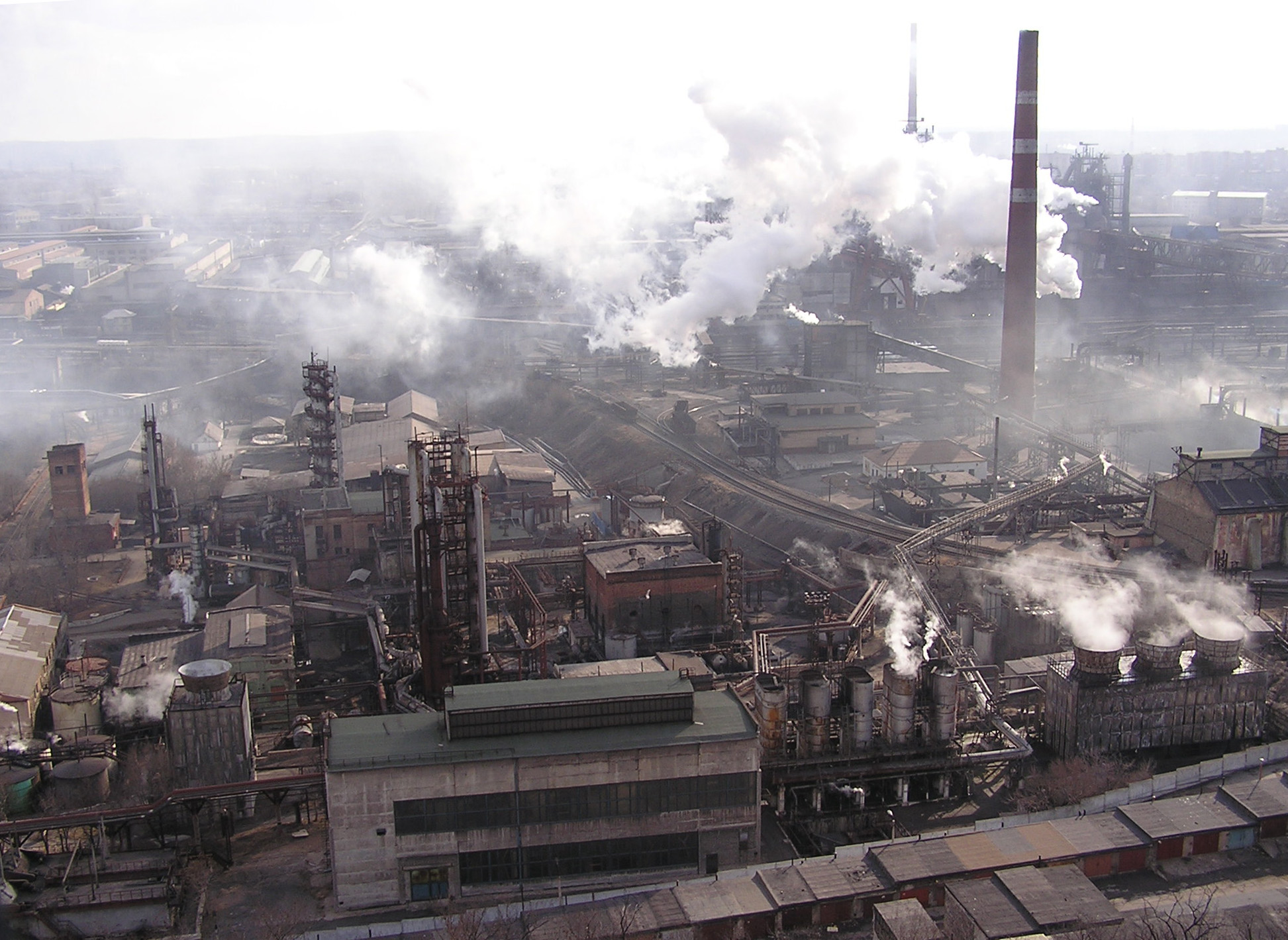
Вид на Донецкий участок

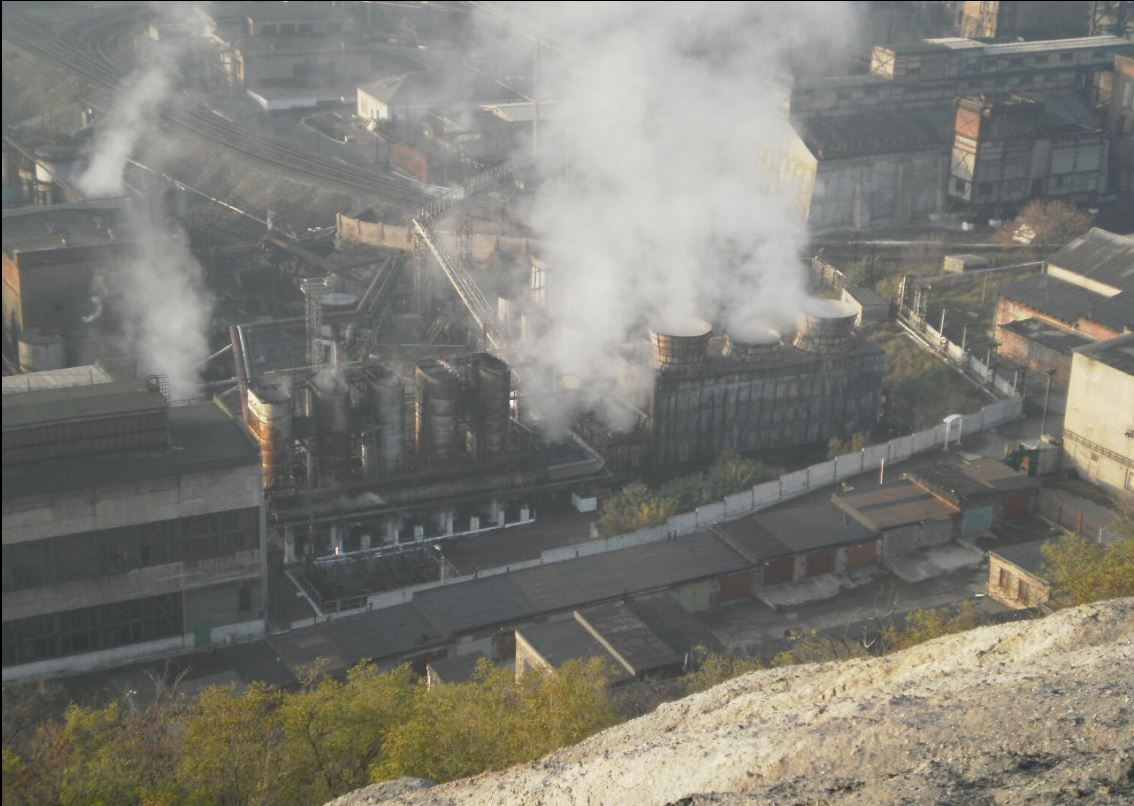
Ещё работающий Донецкий участок. Машзал, ПГХ, градирни, бункера угольного резерва

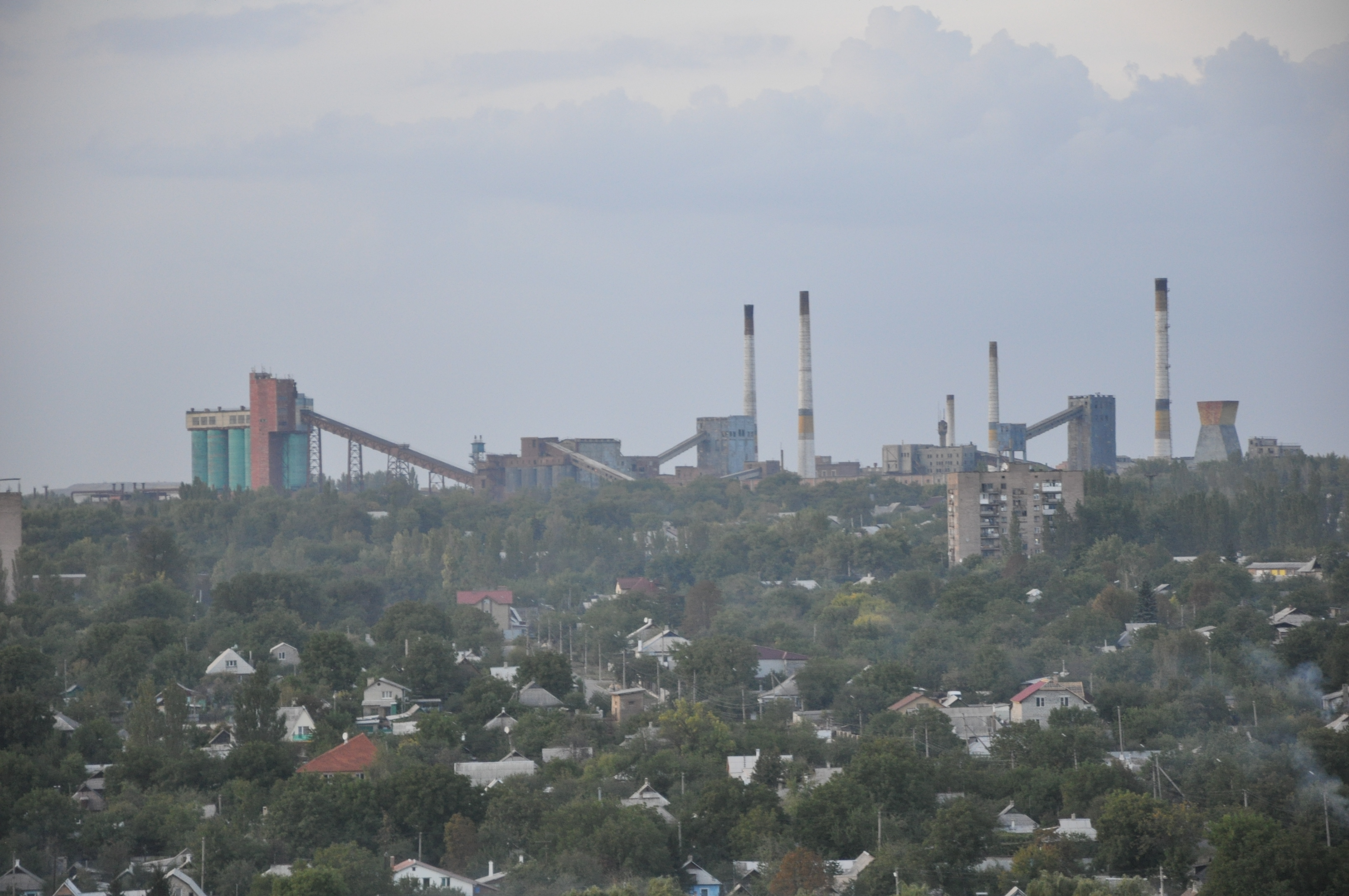
Вид на Рутченковский участок

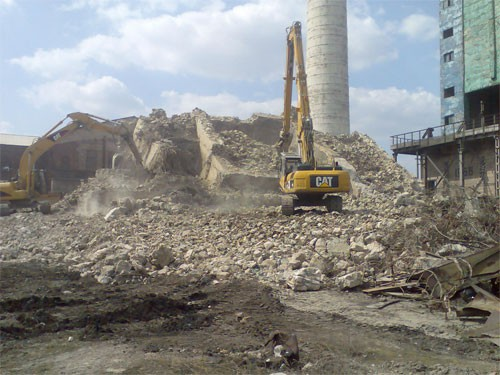
Демонтаж коксовой батареи на Смоляниновском участке

## История

### Начало XX века
В 1898 году на Рутченковской гряде, вблизи станции Рутченково на расстоянии 9 верст от станции Юзово начали работать первые шамотные коксовые печи. С этого времени и начинается летоисчисление Рутченковского коксохимзавода.
В 1912 году на Ново-Смоляниновском руднике была сооружена установка из четырёх шамотных коксовых батарей с улавливанием химических продуктов коксования углей, которая впоследствии получила название — Ново-Смоляниновский коксохимический завод.
В ходе исторического развития все производственные подразделения заводов подвергались неоднократным техническим перевооружениям, модернизации оборудования с увеличением объёмов производства и расширением ассортимента выпускаемой продукции.
Во время Гражданской войны производственные подразделения не работали. После национализации в 1920—1922 гг. началось восстановление разрушенных производств. С 1922 года заработали коксовые печи на всех заводах.
В 1925 году в комплексе 75-ти камерной шамотной коксовой батареи на бывшем Донецком коксохимзаводе введён в эксплуатацию химический цех по выработке каменноугольной смолы, сырого бензола и сульфата аммония.
В 1928 году на Рутченковском коксохимзаводе после очередной реконструкции введены в эксплуатацию динасовые коксовые батареи № 2 и № 3, а в 1931 году пущена в эксплуатацию коксовая батарея № 4. С этого времени Рутченковский завод становится одним из самых крупных предприятий в отрасли с полным циклом производства.
В 1933 году на бывшем Донецком коксохимзаводе введена в эксплуатацию обогатительная фабрика. Здесь же в 1940 г. взамен шамотных коксовых печей введена в строй динасовая коксовая батарея системы ПК-1 в составе 45 коксовых печей.
В 1934 году, 8 декабря, Постановлением Совнарокома СССР Рутченковскому коксохимзаводу было присвоено имя С. М. Кирова.

### Период Великой Отечественной войны
Во время Великой Отечественной войны заводы не работали. На фронт ушли более 500 коксохимиков, более ста из которых погибли. 16 заводчан приняли участие в работе подпольной организации, действовавшей в период оккупации в г. Донецке. Много трудящихся было эвакуировано на Урал и в Сибирь для создания там коксохимического производства, которое сыграло значительную роль в Победе в Великой Отечественной войне.
После освобождения города, благодаря самоотверженному труду донецких коксохимиков 19 февраля 1944 года, был выдан кокс на Рутченковском и бывшем Донецком коксохимзаводах, в котором остро нуждались металлургические предприятия.
За успешное проведение восстановительных работ коллективу Рутченковского завода имени С. М. Кирова шесть раз присуждалось переходящее Красное Знамя Государственного комитета обороны СССР, которое оставлено заводу на постоянное хранение. За проявленные примеры трудового героизма 63 человека заводчан отмечены правительственными наградами.

### После ВОВ
В 1950—1952 гг. произведена очередная реконструкция Рутченковского завода. Была остановлена четвёртая шамотная коксовая батарея, взамен которой в 1952 году пущена в эксплуатацию новая динасовая коксовая батарея № 4, построены новый механизированный угольный склад с вагоноопрокидывателем, новый цех улавливания. В 1958 году выполнена перекладка коксовой батареи № 2 в тех же габаритах. В 1961 году здесь же пущен в эксплуатацию цех очистки коксового газа от сероводорода с получением серной кислоты. В 1965 году пущено в эксплуатацию отделение тонкой химии по производству чистых бензола, толуола, ксилола.
В 1964 году на бывшем Донецком коксохимзаводе вступило в строй отделение очистки коксового газа от сероводорода с получением сернистого аммония.
В 1968 году введена в эксплуатацию новая динасовая коксовая батарея на Смоляниновском участке с выводом из эксплуатации четырёх шамотных коксовых батарей старой конструкции.
В 1970 году три завода были объединены в Донецкий коксохимический завод имени С. М. Кирова, осуществлена перекладка коксовой батареи № 3 в тех же габаритах на Рутченковском участке. В 1976 г. на Донецком коксохимцехе (бывшем Донецком коксохимзаводе) вступили в строй после перекладки в тех же габаритах коксовая батарея № 1, а 1982 г. — коксовая батарея № 2. Здесь же в 1985 году пущены в эксплуатацию новые первичные газовые холодильники и машинный зал.
В 1986 году на Рутченковском участке после перекладки в тех же габаритах пущена в эксплуатацию коксовая батарея № 1.
В 1999 году завершено строительство закрытого склада угля ёмкостью 15000 т. на Рутченковском участке.
За годы пятилеток коллективу завода четыре раза присуждались призовые места во Всесоюзном социалистическом соревновании.
15 мая 1975 года заводу присвоено почётное звание «Предприятие высокой культуры производства».
В декабре 1995 года завод преобразован в открытое акционерное общество «Донецккокс».
За многие годы работы ДКХЗ имени С. М. Кирова заслужил репутацию надёжного партнёра по поставкам качественной продукции.
Продукция завода широко применяется в горно-металлургической, машиностроительной, химической, лёгкой промышленности и в сельском хозяйстве.
Со дня становления завода и по настоящее время в основу всех его проектных решений положено использование последних достижений науки и техники.

### 2000-е и позже
2006 год — остановлен Смоляниновский коксохимцех
2008 год — остановлен Рутченковский коксохимцех
2015 год — остановлен Донецкий коксохимцех, предприятие переведено украинским собственником в режим «холодной» консервации
2020 год — в ускоренном темпе возобновлена порезка на металлолом оборудования основных цехов, распродажа автопарка, парка ЖДЦ

## История наименования предприятия
- с 2017 — ГП «Донецккокс»
- с 2011] по 2017 — ПАО/ЧАО «Донецккокс»
- с 1996 по 2011 — ОАО «Донецккокс»
- с 1970 по 1996 — Донецкий коксохимический завод имени С. М. Кирова

## Директора завода
- с 2021 по настоящее время — Либерман Александр Владимирович
- с 2020 по 2021 — Панченко Игорь Витальевич
- с 2019 по 2020 — Новиков Сергей Романович
- с 2017 по 2019 — Солдатов Максим Валериевич
- с 2013 по 2017 — Шабанов Андрей Леонидович
- с 2006 по 2013 — Волокита, Геннадий Иванович
- с 1973 по 2006 — Збыковский, Иван Игнатьевич
- с 1969 по 1973 — Кузьмин Вольт Алексеевич
- с 1959 по 1969 — Зарайский Павел Корнеевич
- с 1939 по 1959 — Баланов Григорий Иванович
- с 1938 по 1939 — Кузьменков Андрей Иванович
- с 1936 по 1938 — Фоменко Иван Иванович
- с 1931 по 1936 — Ивченко Федор Григорьевич
- с 1926 по 1929 — Кравцов Александр Иванович
- с 1921 по 1926 — Воробьев Иван Иванович
- до 1921 — Волошин Александр Захарович

## Производство
Объём произведённого кокса:
- 2005 год — 992,9 тыс.тонн (7-е место по Украине — 5,2 %).
- 2010 год — 354 тыс. тонн
- 2011 год — 385 тыс. тонн[2]
- с декабря 2015 производство остановлено

## Состав
Предприятие состоит из 3 автономных участков, разбросанных по городу:
- Рутченковский (Кировский район Донецка) — основной участок (закрыт в 2008 году), полностью разрушен после 2014 года, в его окрестностях — здание клуба, разрушено из-за многочисленных пожаров
- Донецкий (Ленинский район Донецка) — примыкает к Донецкому металлургическому заводу (приостановил работу 14.12.2015, переведен в режим «холодной консервации»),
- Смоляниновский (Куйбышевский район Донецка) — самый маленький, соседствует с азотным заводом (закрыт в 2006 году).

## Интересные факты
На предприятии одним из первых был освоен процесс производства технического и очищенного сернистого аммония, бездымной загрузки камер коксования с помощью гидроинжекции и гидроуплотнения крышек стояков. Впервые в коксохимическом производстве Украины и ближнего зарубежья внедрены качающиеся питатели для скачивания кокса с рампы и гидравлический привод кантовочной лебедки.